# Meliola trifurcata
Meliola trifurcata är en svampart som beskrevs av Cif. 1938. Meliola trifurcata ingår i släktet Meliola och familjen Meliolaceae.   Inga underarter finns listade i Catalogue of Life.